# Un caballo blanco no es un caballo
Cuando un caballo blanco no es un caballo es una paradoja en la filosofía china atribuida a Gongsun Long, un filósofo del período de los Reinos Combatientes. Aparece en forma de diálogo entre dos oradores anónimos que debaten la proposición "un caballo blanco no es un caballo".

## Texto original
El diálogo constituye un capítulo del epónimo Gongsun Longzi. El supuesto autor, también conocido como "Maestro Gongsun Long" (fl. 284-259 a. C.), se contó entre la Escuela de Nombres en las Cien Escuelas de Pensamiento. La mayoría de los escritos de Gongsun se han perdido; el texto recibido de Gongsun Longzi contiene solo seis de los supuestos 14 capítulos originales. Partes del texto están dislocadas; por lo tanto, algunos comentaristas y traductores los reorganizan para mayor claridad. El diálogo es entre dos oradores anónimos:

¿Es afirmable "un caballo blanco no es un caballo"?

Abogado: Lo es.
Objetor: ¿Cómo?

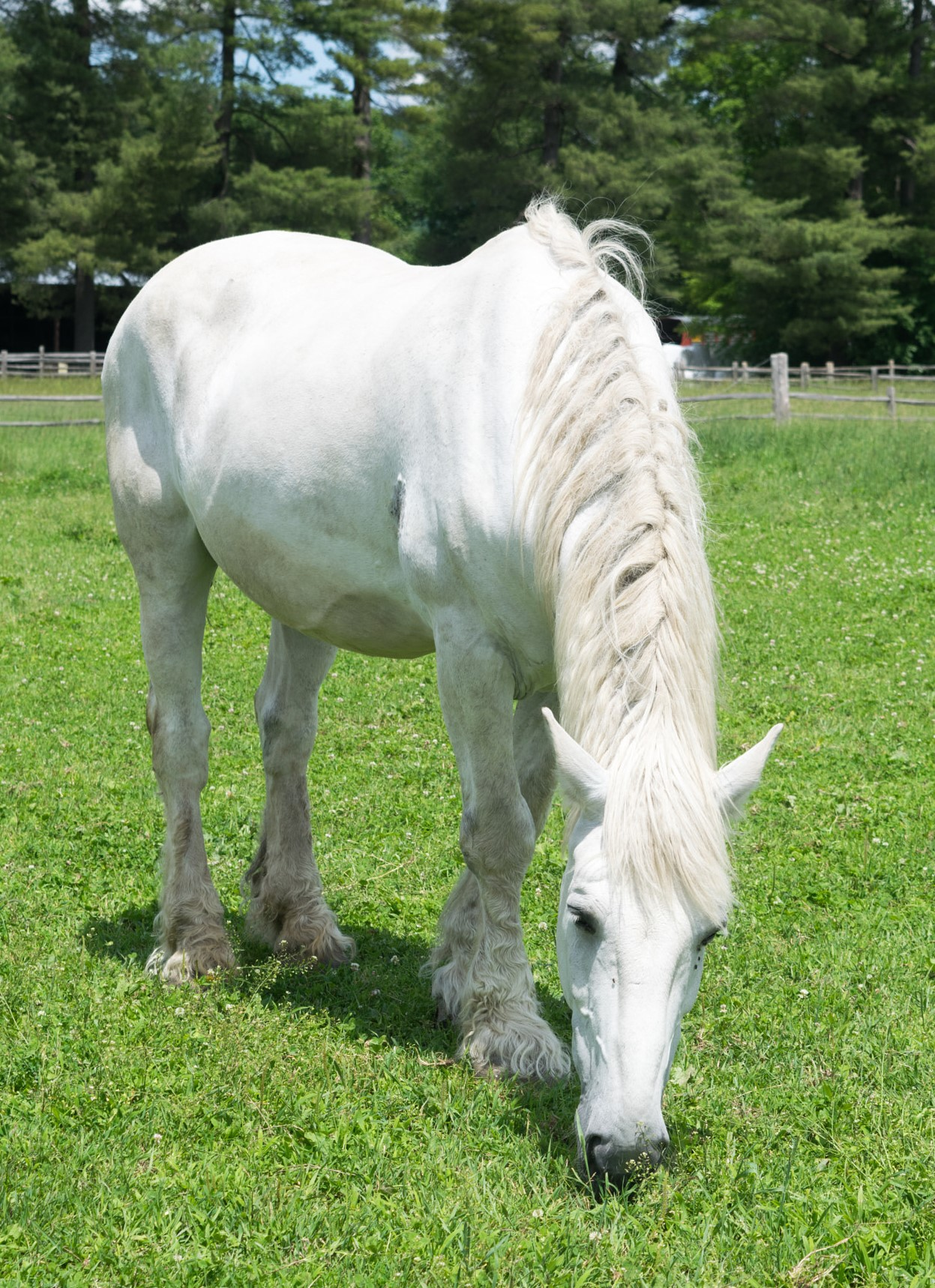
¿Es esto un caballo?

Abogado: "Caballo" es aquello por medio de lo cual se nombra la forma. "Blanco" es aquello por medio de lo cual se nombra el color. Lo que nombra el color no es lo que nombra la forma. Por lo tanto, uno puede decir "el caballo blanco no es un caballo".
Objetor: Si hay caballos blancos, no se puede decir que no hay caballos. Si uno no puede decir que no hay caballos, ¿no significa eso que hay caballos? Que haya caballos blancos es que haya caballos. ¿Cómo puede ser que los blancos no sean caballos?

Abogado: Si uno quiere caballos, eso se extiende a los caballos amarillos o negros. Pero si uno quiere caballos blancos, eso no se extiende a los caballos amarillos o negros. Supongamos que los caballos blancos fueran caballos. Entonces lo que uno quiere [en los dos casos] sería lo mismo. Si lo que uno quiere fuera lo mismo, entonces 'blanco' no diferiría de 'caballo'. Si lo que uno quiere no difiere, entonces ¿cómo es que los caballos amarillos o negros son aceptables en un caso e inaceptables en el otro caso? Está claro que aceptable e inaceptable son mutuamente contrarios. Entonces, los caballos amarillos y los negros son lo mismo, se puede responder que hay caballos, pero no se puede responder que hay caballos blancos. Así, es evidente que los caballos blancos no son caballos.

Este diálogo continúa con las deliberaciones sobre los caballos de color y los incoloros y si el blanco y el caballo pueden separarse del caballo blanco.
Otros capítulos de Gongsun Longzi discuten conceptos relacionados con el "caballo blanco": jian 堅 'duro; dureza', y bai 白 'blanco; blancura', ming 名 'nombre; término', shi 實 'sólido; verdadero, real; hecho, realidad', el abstracto zhi 指 'dedo; señalando; designación; universal' (como "blancura"), y la cosa 物 ; objeto; particular' (como "un caballo blanco").

## Interpretaciones y soluciones propuestas
La 'paradoja' puede resolverse reconociendo que la falta de artículos en chino contribuye a la ambigüedad semántica. Sin artículos gramaticales, no está claro si cada 'caballo' (馬) en la declaración "Un caballo blanco no es un caballo" se refiere a 'un caballo', 'el caballo (deseado)', 'todos los caballos' o 'caballos'. Esto se puede ver claramente al expresar la paradoja en español usando artículos: supongamos que uno desea caballos amarillos o negros, entonces un caballo blanco no sería el caballo (deseado). El sofisma del Abogado en el Diálogo del Caballo Blanco se debe a que confunde 'un caballo' con 'el caballo (deseado)'.
Según el escolar sinólogo AC Graham, esta paradoja de "Un caballo blanco no es un caballo" juega con la ambigüedad de si el 'es' en la declaración significa:
1. "Es miembro de la clase x"; o
2. "Es idéntico a x".[2]

En otras palabras, la expresión "caballo blanco no es caballo" es ambigua entre "caballo blanco no es sinónimo de caballo " (cierto porque caballo blanco es más específico que caballo), versus "un caballo blanco no es miembro del conjunto de caballos" (obviamente falso). El Abogado en el diálogo afirma una falta de identidad entre los caballos y los caballos blancos, mientras que el Objetor interpreta la declaración del Abogado como una afirmación de que la categoría de caballos no incluye a los blancos.
Más allá de las ambigüedades semánticas inherentes a "Un caballo blanco no es un caballo", la primera línea del Diálogo del Caballo Blanco pregunta oscuramente "可乎"('¿Puede ser que ...?'). Este diálogo podría ser un intento de prueba de que un caballo blanco no es un caballo, o una pregunta sobre si tal afirmación es posible, o ambas cosas. El traductor de filosofía china Bryan W. Van Norden sugiere que "el Defensor solo argumenta que 'un caballo blanco no es un caballo' podría ser cierto, dada cierta interpretación. Podría reconocer que, en otra interpretación, 'un caballo blanco es un caballo.'
Una interpretación alternativa se ofrece en el libro A History of Chinese Philosophy de Feng Youlan:

Estrictamente hablando, los nombres o términos se dividen en abstractos y concretos. El término abstracto denota lo universal, el término concreto lo particular. Lo particular es la denotación y lo universal la connotación del término. En las lenguas declinadas occidentales no hay dificultad en distinguir entre lo particular ('blanco' o 'caballo') y lo abstracto ('blancura' o 'caballo'). En chino, sin embargo, debido al hecho de que los caracteres escritos son ideográficos y pictóricos y carecen de toda flexión, no hay forma posible, en lo que se refiere a la forma de las palabras individuales, de distinguir entre términos abstractos y concretos. Así, en chino, la palabra que designa a un caballo particular y la que designa al universal, 'caballo', se escriben y pronuncian de la misma manera. Lo mismo ocurre con otros términos, de modo que palabras tales como 'caballo' y 'blanco', que se usan para designar tanto el particular concreto como el universal abstracto, tienen dos valores.

Sin embargo, hay historias recientes de la filosofía china que no se suscriben a la interpretación de Feng. Otros filósofos y sinólogos contemporáneos que han analizado el diálogo incluyen a A.C Graham, Chad Hansen, Cristoph Harbsmeier, Kirill Ole Thompson, y Bryan W. Van Norden.

## Influencia histórica

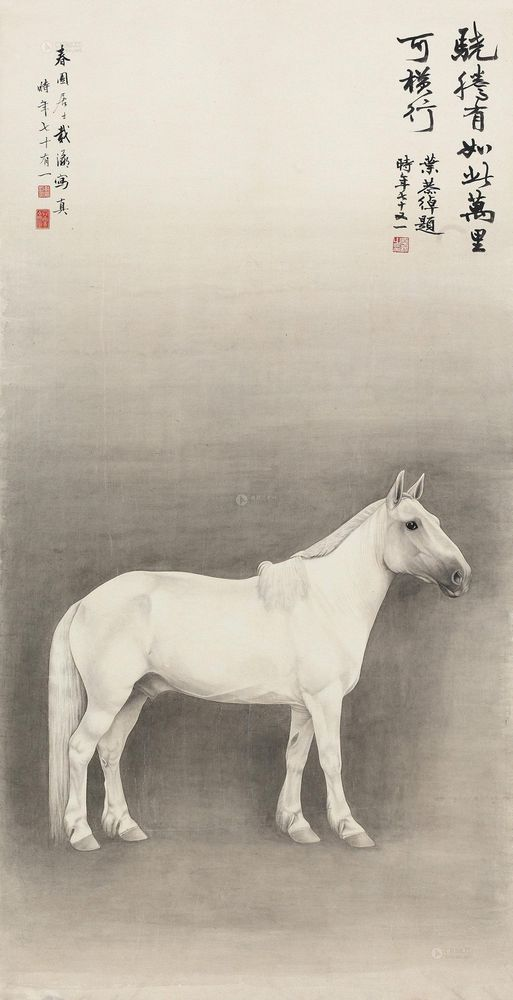
Un caballo blanco dibujado por Zai Ying

En la tradición filosófica china, la importancia del Diálogo del Caballo Blanco es evidente por la cantidad de textos chinos clásicos que lo discuten directa o indirectamente. El Lie Zi, que enumera y critica las paradojas de Gongsun Long como "perversiones de la razón y el sentido", explica "'Un caballo blanco no es un caballo' porque el nombre difiere de la forma".
Dos capítulos del Libro de Zhuangzi (17 y 33) se burlan de Gongsun Long, y otro (2) combina sus nociones de zhi 指 'atributo' y ma 馬  'caballo' en el mismo contexto:

Usar un atributo para mostrar que los atributos no son atributos no es tan bueno como usar un no atributo para mostrar que los atributos no son atributos. Usar un caballo para mostrar que un caballo no es un caballo no es tan bueno como usar un no caballo para mostrar que un caballo no es un caballo. El cielo y la tierra son un atributo; las diez mil cosas son un caballo.

El libro Mengzi (6A4) señala que bai 白 'blanco' tiene diferentes connotaciones si uno lo usa para referirse a una persona canosa (que es digna de respeto por su edad) o un caballo blanco (que debe ser tratado como cualquier otro animal):

Mencius dijo: 'No hay diferencia entre que pronunciemos que un caballo blanco es blanco y que pronunciemos que un hombre blanco es blanco. Pero, ¿no hay diferencia entre la consideración con la que reconocemos la edad de un caballo viejo y la que reconocemos la edad de un anciano? ¿Y qué es lo que se llama justicia? ¿El hecho de que un hombre sea viejo? ¿O el hecho de que le demos honor a su época?

Otras referencias tempranas de "un caballo blanco no es un caballo" se encuentran en Han Feizi (32), Mozi (11B) y Zhan Guo Ce (4).